# Kairoer Erklärung der Menschenrechte im Islam
Die Kairoer Erklärung der Menschenrechte im Islam (arabisch إعلان القاهرة حول حقوق الإنسان في الإسلام, DMG Iʿlān al-Qāhira ḥaula ḥuqūq al-insān fī l-Islām) ist eine 1990 beschlossene Erklärung der Mitgliedsstaaten der Organisation der Islamischen Konferenz (heute Organisation für Islamische Kooperation, OIC), welche die Scharīʿa als alleinige Grundlage von Menschenrechten definiert. Die Erklärung wird als muslimisches Gegenstück zur Allgemeinen Erklärung der Menschenrechte gesehen. Sie wurde 2020 durch eine gleichnamige, inhaltlich wesentlich veränderte Fassung abgelöst.

## Geschichte
Vorwiegend islamische Länder wie Sudan, Pakistan, Iran, und Saudi-Arabien kritisierten die Allgemeine Erklärung der Menschenrechte der UN wegen der ihrer Ansicht nach fehlenden Beachtung von Religion und Kultur nichtwestlicher Länder. Schon 1981 wurde in London eine erste, unverbindliche „Allgemeine Erklärung der Menschenrechte im Islam“ durch einen nicht-repräsentativen „Islamrat von Europa“ verfasst, „eine nicht-staatliche Organisation mit Sitz in London, die als private Institution keinerlei Gefolgschaft beanspruchen kann. Die Erklärung kam auf Initiative des saudischen Königshauses zustande und stand unter der einflussreichen Mitwirkung von Wissenschaftlern aus dem Sudan, Pakistan und Ägypten“.
Die im Westen verbreiteten Versionen der „Allgemeinen Erklärung“ von 1981 in Englisch oder Französisch, auf der auch deutsche Übersetzungen beruhen, sind nach dem Islamwissenschaftler Andreas Meier gegenüber dem Original „erheblich gekürzt“. Sie lassen die zugrunde liegenden „Implikationen der islamischen Rechtstradition“ kaum erkennen.
Im gleichen Jahr fasste der iranische Vertreter bei den Vereinten Nationen, Said Rajaie-Khorassani, die iranische Position zur Allgemeinen Erklärung der Menschenrechte zusammen, indem er sagte, sie sei „eine säkulare Interpretation der judäo-christlichen Tradition, die von Muslimen nicht ohne Bruch des islamischen Rechts befolgt werden könne“.
Die Kairoer Erklärung wurde am 5. August 1990 von der Konferenz der Organisation Islamischer Staaten angenommen und von den Außenministern von damals 45 Mitgliedsstaaten unterzeichnet. Seither haben weitere Staaten unterzeichnet; ihre Zahl liegt (Stand: 2019) derzeit bei 55 von 57.
Die Kairoer Erklärung soll den Mitgliedsstaaten als Richtschnur in Bezug auf die Menschenrechte dienen, besitzt allerdings damit keinen völkerrechtlich bindenden Charakter.
2020 wurde eine Überarbeitung der „Kairoer Erklärung“ von 1990 vollzogen. Der revidierte Text verspricht mit Blick auf das Geschlechterverhältnis von Männern und Frauen die „gleiche Menschenwürde“. Allerdings lässt ein Hinweis auf staatliche Gesetze aber eine Hintertür offen, die die Gleichberechtigung der Geschlechter negieren.

## Inhalt
Die Kairoer Erklärung der Menschenrechte orientiert sich stark an Form und Inhalt der Allgemeinen Erklärung der Menschenrechte der Vereinten Nationen. Sie nimmt in den einzelnen Artikeln explizit Einschränkungen mit Bezug auf die Scharia vor. Damit kehrt sie die Intention der Allgemeinen Erklärung der Menschenrechte in ihr Gegenteil um. Beispielsweise lautet der Artikel 2:
„a) Das Leben ist ein Geschenk Gottes, und das Recht auf Leben wird jedem Menschen garantiert. Es ist die Pflicht des einzelnen, der Gesellschaft und der Staaten, dieses Recht vor Verletzung zu schützen, und es ist verboten, einem anderen das Leben zu nehmen, außer wenn die Scharia es verlangt.
b) Es ist verboten, Mittel einzusetzen, die zur Vernichtung der Menschheit führen.
c) Solange Gott dem Menschen das Leben gewährt, muss es nach der Scharia geschützt werden.
d) Das Recht auf körperliche Unversehrtheit wird garantiert. Jeder Staat ist verpflichtet, dieses Recht zu schützen, und es ist verboten, dieses Recht zu verletzen, außer wenn ein von der Scharia vorgeschriebener Grund vorliegt.“
Artikel 5 der Kairoer Erklärung der Menschenrechte befasst sich mit der Ehe, dem Recht auf Heirat für Frauen und Männer, und der Verpflichtung des Staates zum Schutz der Ehe. Anders als beispielsweise in Artikel 1, in dem die Menschenwürde unabhängig von „Rasse, Hautfarbe, Sprache, Geschlecht, Religion, politischer Einstellung, sozialem Status oder anderen Gründen“ garantiert wird, gilt das Recht auf Heirat im Artikel 5 aber nur unabhängig von „Einschränkungen aufgrund der Rasse, Hautfarbe oder Nationalität“.
Artikel 7 definiert Rechte zwischen Kindern und ihren Eltern. Eltern steht das Recht auf die Wahl der Erziehung ihrer Kinder nur in dem Umfang zu, wie diese mit den „ethischen Werten und Grundsätzen der Scharia übereinstimmt“.
Artikel 11 erteilt ein absolutes Verbot jeder Art von Kolonialismus.
Artikel 12 regelt das Recht auf Freizügigkeit und auf Asyl, in beiden Fällen aber mit ausdrücklichem Bezug auf die Einschränkungen der Scharia.
Artikel 19 garantiert Gleichheit vor dem Gesetz für alle Menschen und Rechtssicherheit. Die Scharia wird als einzige Grundlage der Entscheidung über Verbrechen oder Strafen festgelegt.
Artikel 22 garantiert das Recht auf freie Meinungsäußerung, solange diese nicht die Grundsätze der Scharia verletzt. Abschnitt b) gibt jedem Menschen in Einklang mit den Normen der Scharia das Recht auf Selbstjustiz. Abschnitt c) verbietet es, das Recht auf freie Meinungsäußerung dazu zu nutzen, „die Heiligkeit und Würde der Propheten zu verletzen, die moralischen und ethischen Werte auszuhöhlen und die Gesellschaft zu entzweien, sie zu korrumpieren, ihr zu schaden oder ihren Glauben zu schwächen“.
Die Artikel 24 und 25 unterstellen alle in der Kairoer Erklärung der Menschenrechte genannten Rechte und Freiheiten, nochmals ausdrücklich der islamischen Scharia und benennen die Scharia als „einzig zuständige Quelle für die Auslegung oder Erklärung jedes einzelnen Artikels dieser Erklärung“.

## Vergleich mit der Allgemeinen Erklärung der Menschenrechte
Die Kairoer Erklärung der Menschenrechte weicht von der Allgemeinen Erklärung der Menschenrechte in vieler Hinsicht ab, vor allem dadurch, dass sie eindeutig nur diejenigen Rechte anerkennt, welche im Einklang mit der Schari’a stehen. Artikel 24 legt fest: „Alle in dieser Erklärung festgelegten Rechte und Freiheiten sind der islamischen Schari'a nachgeordnet.“ Artikel 19 besagt: „Es gibt keine Verbrechen und Strafen außer den in der Schari’a festgelegten“. Die Rolle des islamischen Rechts als alleinige Quelle der Rechtsfindung wird durch Artikel 25 bestätigt, dieser legt fest: „Die islamische Schari'a ist die alleinige Referenz für die Erklärung oder Erläuterung aller Artikel dieser Erklärung“. Die Kairoer Erklärung unterstreicht ihren Ursprung im Islam als der „wahren Religion“ und der Lebensart der islamischen Gesellschaft (Umma), die als beste aller menschlichen Gesellschaften beschrieben und der eine zivilisierende und historische Rolle zugeschrieben wird.
Bei fast jedem Verweis auf die Menschenrechte macht die Kairoer Erklärung die Einschränkung, dass diese Rechte im Einklang mit der Schari’a ausgeübt werden müssten. Artikel 22 zum Beispiel beschränkt die Redefreiheit auf diejenigen Meinungsäußerungen, die dem islamischen Recht nicht widersprechen. Auch das Recht zur Ausübung öffentlicher Ämter könne nur in Übereinstimmung mit der Schari'a wahrgenommen werden.
Die Kairoer Erklärung steht im Widerspruch zum internationalen Verständnis der Menschenrechte, weil sie die Unumstößlichkeit der Religionsfreiheit nicht anerkennt. Artikel 5 verbietet jede Einschränkung des Heiratsrechts, was „Rasse“, „Hautfarbe“ oder „Nationalität“ betrifft, führt allerdings die Religion nicht auf, so dass Männer und Frauen auf Grundlage ihre Religionszugehörigkeit Heiratsbeschränkungen unterworfen werden können.
Die Erklärung unterstützt die Gleichstellung von Mann und Frau nicht, sie stellt vielmehr die Überlegenheit des Mannes fest. Der Artikel 6 garantiert Frauen gleiche Würde, aber nicht Gleichstellung in anderen Belangen. Weiterhin legt der Artikel dem Mann die Verantwortung für den Unterhalt der Familie auf, der Frau wird keine entsprechende Rolle zugewiesen.

## Ähnliche regionale Menschenrechtserklärungen
Der Rat der Liga der arabischen Staaten hat im September 1994 separat eine Arabische Charta der Menschenrechte verabschiedet, im Januar 2004 in einer überarbeiteten Fassung. Diese bekennt sich in ihrer Präambel ausdrücklich zu den Prinzipien der Charta der Vereinten Nationen und der Allgemeinen Erklärung der Menschenrechte sowie zum Inhalt der Internationalen Pakte über bürgerliche und politische Rechte und über wirtschaftliche, soziale und kulturelle Rechte. Weiterhin bestätigt sie auch die Kairoer Erklärung der Menschenrechte im Islam, was einen gewissen Widerspruch bedeutet (s. o.).

## Bewertung
Adama Dieng, ein Mitglied der Internationalen Juristenkommission, kritisiert die Kairoer Erklärung, weil
1. sie den interkulturellen Konsens ernstlich bedrohe, der die Grundlage der internationalen Menschenrechte ist
2. sie, im Namen der Verteidigung der Menschenrechte, zu untragbaren Diskriminierungen von Nichtmuslimen und Frauen führe
3. sie, in Bezug auf bestimmte grundlegende Rechte und Freiheiten, einen gezielt einschränkenden Charakter aufweise, so dass bestimmte, wesentliche Bestimmungen unter dem geltenden Standard einiger islamischer Länder lägen
4. sie, unter dem Schutz der islamischen Scharia, die Legitimität von Praktiken, beispielsweise der Körperstrafen, bestätige, welche die Integrität und Würde des menschlichen Wesen angriffen.[20]

In den Artikeln 24 und 25 der Erklärung sieht die Soziologin Necla Kelek die wichtigsten Feststellungen: „Alle Rechte und Freiheiten, die in dieser Erklärung genannt werden, unterstehen der islamischen Scharia … Die islamische Scharia ist die einzig zuständige Quelle für die Auslegung oder Erklärung jedes einzelnen Artikels dieser Erklärung.“ Sie erwähnt auch die Präambel: „Die Mitglieder der Organisation der Islamischen Konferenz betonen die kulturelle Rolle der islamischen Umma, die von Gott als beste Nation geschaffen wurde und die der Menschheit eine universale und wohlausgewogene Zivilisation gebracht hat.“
Anders als in demokratischen Verfassungen sei hier nicht vom Individuum die Rede, sondern von der Gemeinschaft der Gläubigen als Kollektiv. Infolge erkenne die Erklärung nur die im Koran festgelegten Rechte an und werte schariatisch nur solche Taten als Verbrechen, über die auch Koran und Sunna gleichermaßen urteilen: „Es gibt kein Verbrechen und Strafen außer den in der Scharia festgelegten“ (Artikel 19). Gleichberechtigung sei in dieser Erklärung nicht vorgesehen, dafür legitimiere sie soziale Kontrolle und Denunziation, wie Artikel 22 deutlich mache: „Jeder Mensch hat das Recht, in Einklang mit den Normen der Scharia für das Recht einzutreten, das Gute zu verfechten und vor dem Unrecht und dem Bösen zu warnen.“ Das sei eine mittelbare Rechtfertigung von Selbstjustiz.
Die Kairoer Erklärung stellt alle ihre Artikel, auch den zur Glaubensfreiheit, ausdrücklich unter den Vorbehalt der Scharia und betont in ihrer Präambel die Führungsrolle der islamischen Gemeinschaft. Hans Zirker stellt fest, dass sich über „das individuelle Selbstbestimmungsrecht in Fragen von Religion, Glaube, Weltanschauung“ in der Kairoer Erklärung nichts findet, dieses sei der muslimischen Tradition fremd.